# Razia Said
Razia Said född 1 december 1959 i Antalaha, Madagaskar är en sångerska, låtskrivare och miljöaktivist.
Hon växte upp på östra Madagaskar hos sina morföräldrar, men flyttade vid elva års ålder till Gabon i västra Centralafrika med sin biologiska mamma och hennes franske man. Tre år senare bosatte Razia sig i södra Frankrike där hon började på internatskola, lärde sig att spela gitarr och skrev sina första sånger.
I vuxen ålder har hon doktorerat i farmakologi, tillfälligt arbetat som modell och skådespelare och varit bosatt på vitt skilda håll såsom Paris, Ibiza, Milano och Bali. Numera lever hon och verkar i New York, där hon med hjälp av maken Jamie Ambler, filmmakare och musiker, återknutit till barndomsöns musikaliska arv.
År 2006 började inspelningarna av albumet Zebu Nation, som Razia i stor utsträckning spelade in med lokala musiker på Madagaskar. Hon reste då även runt på ön och såg den ödeläggelse som regnskogsavverkning, svedjebruk och klimatförändringar har fört med sig. Följaktligen kom skivans budskap i stor utsträckning att handla om Razias önskan att skydda och bevara hemlandets miljö och kultur.
Zebu Nation släpptes 2010 och innehåller sånger på både engelska, franska och malagassiska. Soundet är gitarrbaserat, mjukt och västerländskt;  kryddat med afrikanska inslag, exempelvis de lokala musikstilarna tsapiky och salegy.

## Diskografi
- Zebu Nation, 2010
- Akory, 2014